# Die Piterskaja entlang
Die Piterskaja entlang (russisch Вдоль по Питерской, transkribiert Wdol po Piterskoi) ist ein russisches Volkslied, das durch die Interpretation von
Fjodor Schaljapin und später von dem Alexandrow-Ensemble weltberühmt wurde.
Das Lied wurde von Pjotr Tschaikowski und – im Jahre 1946 – von Pjotr Triodin bearbeitet. Es wurde auch von Sergei Lemeschew, Müslüm Maqomayev, Dmitri Chworostowski und anderen populären Sängern interpretiert.

## Hintergrund

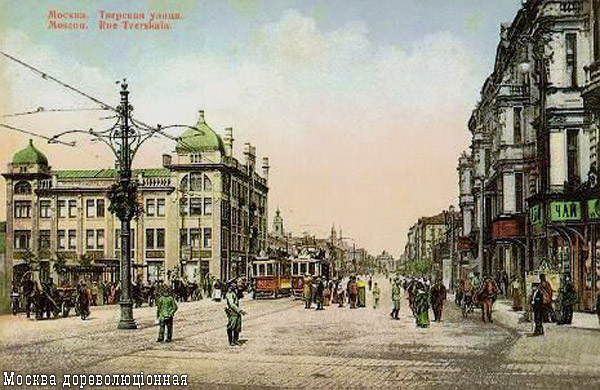
Die Twerskaja-Jamskaja-Straße im Beginn des 20. Jahrhunderts. Moskau.

Wladimir Giljarowski, russischer Journalist und Schriftsteller, beschrieb in seinem Buch Moskau und die Moskowiter Handlungsort des Liedes.
Einige Autoren bemerken, dass ein altes gleichnamiges Soldatenlied mit denselben Wörtern (Die Piterskaja entlang /) begann. Der Titel wurde geflügeltes Wort der russischen Sprache und bedeutet vor allen Leuten (reiten usw.). Der Satz wurde auch in einem Lied der Komponistin Alexandra Pachmutowa und des Dichters Nikolai Dobronrawow über Juri Gagarin gebraucht.